# Keensburg
Keensburg – wieś w Stanach Zjednoczonych, w stanie Illinois, w hrabstwie Wabash.